# 蠍子
蠍子（學名：Scorpiones）是一種有8隻腳的掠食性蛛形綱節肢動物，具有一對可固定獵物的鉗足與細長且分節的尾，尾部末端為帶有毒液的螫針。蠍子的體長約在9 mm（0.35英寸）（Typhlochactas mitchelli）至23 cm（9.1英寸）（斯氏异蝎）之間。最早的蠍子出現於4億3千萬年前的志留紀，在南極洲以外的所有大陸均有分布，目前現存在蠍目底下有13科共約1750種。所有的蠍子都具有毒針，但大部分的物種均不對人類造成威脅，甚至在被叮後不需要接受任何醫療支援。目前已知僅有25種蠍子的毒液會對人類生命造成威脅(主要屬鉗蠍科)。

## 分佈
牠們廣泛的分佈於世界各地，種類超過1000種。主要分佈於熱帶和溫帶，除了南北極和其他寒帶地區，其他地区均有分布。

## 外部形態
蠍的身體一般可分為3部分，即頭胸部、前腹部和後腹部。頭胸部和前腹部合在一起，稱為軀幹部，呈扁平長橢圓形；後腹部分節，呈尾狀，又稱為尾部。整個身體極似琵琶狀，全身全表面為高度幾丁質化的硬皮。也有的把蠍體直接分為軀幹部和尾部2部分。蝎子的尾部末端有一个毒囊，内有毒液，连一毒刺。蝎子就是用它來杀死猎物和禦敵。 成蝎体长约50至60毫米，身体分节明显，由頭胸部、前腹部和後腹部组成。蝎子体黄褐色，腹面及附肢颜色较淡，后腹部第五节的颜色较深。蝎子雌雄异体，外形略有差异。头胸部，由六节组成，是梯形，背面复有头胸甲，其上密布颗粒状突起，背部中央有一对中眼，前端两侧各有3个侧眼；有附肢6对，第一对为有助食作用的螯肢，第二对为长而粗的形似蟹螯的触肢，可捕食、触觉及防御功能，其余四對為步足。口位于腹面前腔的底部。

### 毒針與毒液
所有已知的蠍子種類均具有含有多種肽的毒液並利用毒液來麻痺或殺害獵物。
雖然蠍子可以利用毒液殺死獵物，但牠們依然多半傾向使用蠻力，而毒液有時候則用來自我防衛上。儲存在蠍子尾節中一對毒囊的毒液含有多種化合物（包括神經毒素、酶抑制劑等），可對部分特定的獵物造成多種症狀。在目前已知的超過1,000種蠍子之中，僅有25種能對人類的性命造成威脅，大部分均為鉗蠍科的成員（包括以色列金蠍、鱷背蠍屬、木蠍屬與肥尾蠍屬）。
来源于蝎子毒液的氯毒素（CLTX）被证明能与胶质母细胞瘤细胞结合，已被用作显像剂指导胶质母细胞瘤切除手术，以及携带放射性同位素和其它疗法到胶质母细胞瘤肿瘤中。

### 螢光

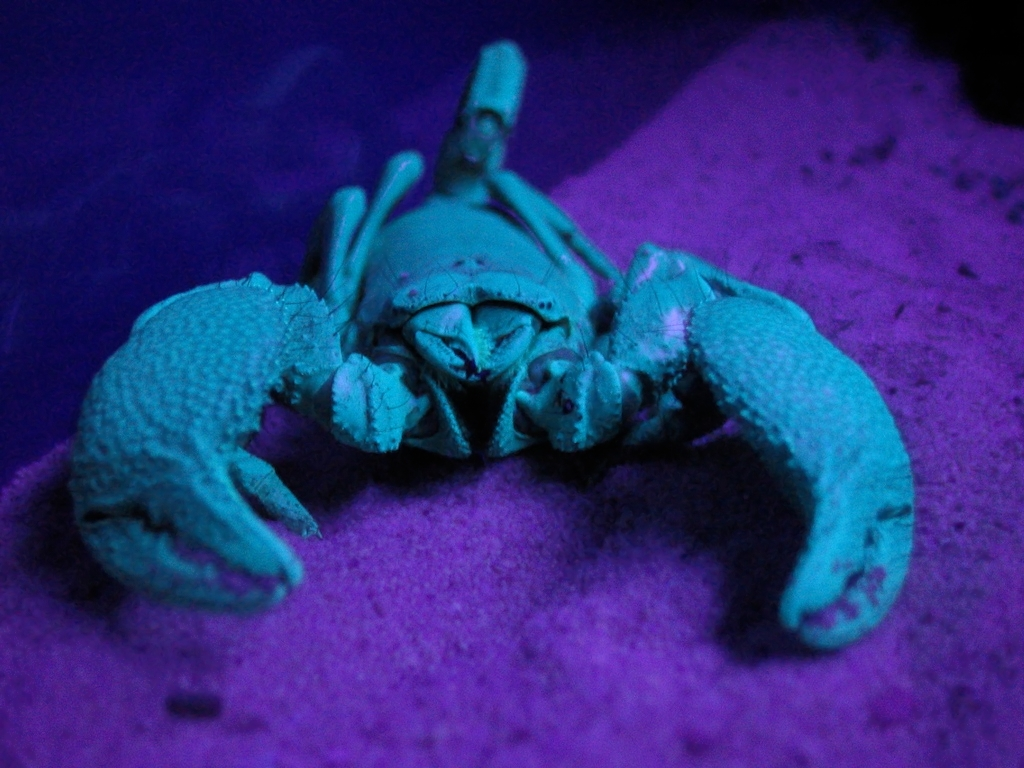
黑色的蠍子在黑光燈照射下呈現出藍綠色的螢光

蠍子由於表皮內含有螢光化學物質，因此當暴露在某些波長下的紫外線（像是黑光燈）時會散發出藍綠色的螢光。目前所知的化學物質包含β-咔啉。手持紫外燈常被科學家用來在夜間田野調查中尋找蠍子。這些螢光物質會隨著每一齡期成熟骨片硬化時同時累加，也因此只有成蠍會發出比較明顯的螢光。透過身上的螢光，蠍子可以感測到原本不可見的紫外線，協助牠們快速尋找到陰暗處。

## 生長概況
一般情況蠍子在野外生活，從幼蠍到成蠍約需1000天（2年9個月時間）；而在南方或溫室飼養可大大縮短生長週期。蝎子必须蜕去旧皮方能增长躯体，蝎子一生一般共蜕皮6次。蝎子的寿命一般为為8~9年，長的可達13年。

### 野外生長
蠍子在野外生長一年中可分為生長期、填充期、休眠期和復蘇期。
- 生長期：從清明到白露（約150~160天），這是蠍子全年中營養生長和繁殖生長最佳時期。
- 填充期：從秋分到霜降（大約40~50天），蠍子積極貯備營養，做好入蟄前的準備。
- 休眠期：從立冬到雨水（約120~130天），蠍子的生長發育完全停頓，處於休眠蜷伏、完全不吃不喝的狀態。
- 復蘇期：從驚蟄到清明（大約30~50天），處於休眠狀態的蠍子逐漸開始甦醒出蟄活動。

### 溫室飼養
在溫室（或南方）飼養蠍子，像是帝王蠍和五线滑尾蝎，則可大大縮短生長週期。在食物豐富，條件適宜的情況下，一般經8~10個月，幼蠍便可長大；母蠍在一年之中可以繁殖2次，從而基本上改變了蠍子的生長時間和繁殖週期。

## 生命週期
蠍子的一般壽命大約8年左右，而繁殖生育期約有5年左右。按生長發育階段為分為1-7齡蠍、孕產蠍。其中1-7齡蠍的年齡不是按年度計算，而是按脫衣次數計算。在溫室條件下幼蠍4天左右可長到1~2齡；50天左右可長到2~3齡， 105天左右可長到3~4齡；160天左右可長到4~5齡；215天左右可長到5~6齡大約； 280天左右可長到6~7齡。

## 生理習性
- 蠍子屬於晝伏夜出的動物，喜潮怕濕，喜暗懼怕強光刺激。喜群居，好靜不好動，並且有識窩和認群的習性，蠍子大多數在固定的窩穴內結伴定居。一般在大群蠍窩內大都有雌有雄，有大有小，和睦相處，很少發生相互殘杀現象。但若不是同窩蠍子，相遇後往往會相互殘殺。
- 蠍子有冬眠習性，一般在4月中下旬，即驚蟄以後出蟄，11月上旬便開始慢慢入蟄冬眠，全年活動時間有6個月左右。在一天當中，蠍子多在日落後晚8時至11時出來活動，到翌日凌晨2~3點鐘便回窩棲息。這種活動規律一般是在溫暖無風、地面乾燥的夜晚，而在有風天氣則很少出來活動。
- 蠍子雖是變溫動物(現稱外溫動物)，但它們還是比較耐寒和耐熱。外界環境的溫度在40℃至零下5℃，蠍子均能夠生存。蠍子的生長發育和繁殖，與溫度有密切的關係。氣溫下降至10℃以下，蠍子就不太活動了，氣溫低於20℃，蠍子的活動也較少，它們生長發育最適宜的溫度為25~39℃之間。氣溫在35~39℃，蠍子最為活躍，生長發育加快，生產、交配也大都在此溫度範圍內進行。溫度超過41℃，蠍體內的水分被蒸發，若此時既不及時降溫，又不及時補充水分，則蠍子極易出現脫水而死亡。溫度超過43℃時，蠍子很快死亡。蠍子活動、生長發育和繁殖與溫度密切相關，最佳溫度35~38℃之間。因此，在人工養殖蠍子時，必須注意掌握。
- 蠍子的生長、繁殖與外界環境的濕度也有密切的關係。在自然界野生的蠍子，如要久旱無雨，就會鑽到地下約1米深的濕潤處躲藏、隱蔽起來；當陰雨天氣，地上有積水，它們會爬往高處躲避。因此，在養殖蠍子時要十分注意飼料的水分以及飼養場地和窩穴的濕度。一般來說，蠍子的活動場所要偏濕些，而它們棲息的窩穴則要求稍乾燥些，這樣有利於蠍子的生長發育和繁殖。如果窩穴過濕，則易受到微生物的侵害，蠍子的蛻皮也十分困難；如果蠍子的活動場所過於乾燥，而且投喂的飼料中水分又不足時，也會影響到蠍子的正常生長發育，甚至還會誘發相互殘殺。
- 蠍子喜暗怕光，尤其害怕強光的刺激，但它們也需要一定的光照度，以便吸收太陽的熱量，提高消化能力，加快生長發育的速度，以及有利於胚胎在孕蠍體內孵化的進程。據報導和觀察，蠍子對弱光有正趨勢，對強光有負趨勢，但它們最喜歡在較弱的綠色光下活動。
- 蠍子對各種強烈的氣味，如油漆、汽油、煤油、瀝青以及各種化學品、農藥、化肥、生石灰等皆會極力回避，可見它們的嗅覺十分靈敏，這些物質的刺激對蠍子十分危險，甚至會致死。蠍子對各種強烈的震動和聲音也十分敏感，有時甚至會把它們嚇跑，終止進食、交尾繁殖、產子等。

## 飲食
蠍子屬於肉食性動物，以各種節肢動物為食，如各種昆蟲、陸生軟體動物等，尤其喜食柔軟、多汁含蛋白質豐富的小動物。喜食各種蜘蛛、蝗蟲的若蟲、蟋蟀、地鱉蟲、蛞蝓、黃粉蟲、米蛾和玉米螟的幼蟲等；在人工養殖條件下，蟋蟀，蟑螂等是最理想的食物，而红肉(例如鸡肉，猪肉，鱼肉等)对于蝎子而言有引起肠炎风险，故不推荐食用。在食物缺乏、缺水、乾燥或居住密度過大的情況下，蠍子之間會出現相互殘殺現象。

## 繁殖
蠍子為雌雄異體動物，性成熟的母蠍，一年有兩次發情期。一次是在5~6月份，這叫「產前發情」；一次是在母蠍產仔蠍後，仔蠍脫離母背不久，約在8月份後發情，這叫「產後發情」。母蠍發情後，特別是初產母蠍第一次發情後，必須立即捉放公蠍進行交配。在一窩蠍中，雌雄個體的比例一般為3:1，即「3雌1雄」。

## 分類
目前已知蠍目中包含13科約1,750種與亞種，與111個滅絕種。
根据最新研究，目前还有四个科和一个亚科除于分类未定（Incertae sedis）状态，其余科的归类遵循“Phylogenomics facilitates stable scorpion systematics Reassessing the relationships of Vaejovidae and a new higher-level classification of Scorpiones (Arachnida)”这篇文献的结果（除Akravidae科，由于该科为单型科，且样本无活体，故未被研究，现置于Chactoidea超科下）。
- 蝎目 Scorpiones
  - 新蝎亚目 Neoscorpionina
    - 直胸下目 Orthosterni
      - 鉗蠍小目 Buthida
        - 鉗蠍超科 Buthoidea
          - 鉗蠍科 Buthidae
          - 小迷蝎科 Microcharmidae

        - 悦蝎超科 Chaeriloidea
          - 悦蝎科 Chaerilidae

        - 拟蛮蝎超科 Pseudochactoidea
          - 拟蛮蝎科 Pseudochactidae

      - 毒尾蝎小目 Iurida
        - 沟尾蝎超科 Bothriuroidea
          - 沟尾蝎科 Bothriuridae

        - 蛮蝎超科 Chactoidea
          - 圣经蝎科 Akravidae
          - 将军蝎科 Belisariidae
          - 蛮蝎科 Chactidae
          - 真蝎科 Euscorpiidae
          - 类蝎科 Scorpiopidae

        - 毒尾蝎超科 Iuroidea
          - 毒尾蝎科 Iuridae

        - 蝎超科 Scorpionoidea
          - 双棘蝎科 Diplocentridae
          - 半蝎科 Hemiscorpiidae
          - 链尾蝎科 Hormuridae
          - 蝎科 Scorpionidae
          - 螯尾蝎科 Urodacidae

        - 迷信山蝎超科 Supertitionoidea
          - 迷信山蝎科 Supertitionidae

        - 獄神蝎超科 Vaejovoidea
          - 獄神蝎科 Vaejovidae

地位未定 Incertae sedis
- -     -       -         -           - 猎步甲蝎科 Caraboctonidae
          - 异蝎科 Heteroscorpionidae
          - 油鸱洞蝎科 Troglotayosicidae
            - 油鸱洞蝎属 Troglotayosicus Lourenço, 1981

          - 盲蛮蝎科 Typhlochactidae
            - 尾戮蝎亚科 Uroctoninae

## 中藥
中醫有以蠍子入藥，中藥名全蝎, 是指整個的蝎子。全蠍具有「熄風鎮痙、消炎攻毒、通絡止痛」功能，主治「小兒驚風、抽搐痙攣、皮膚病、心腦血管病、炎症、B肝、腫瘤」等病。

## 文化
希臘神話中，獵人俄里翁被毒蠍螫死。（獵戶座和天蠍座的由來）

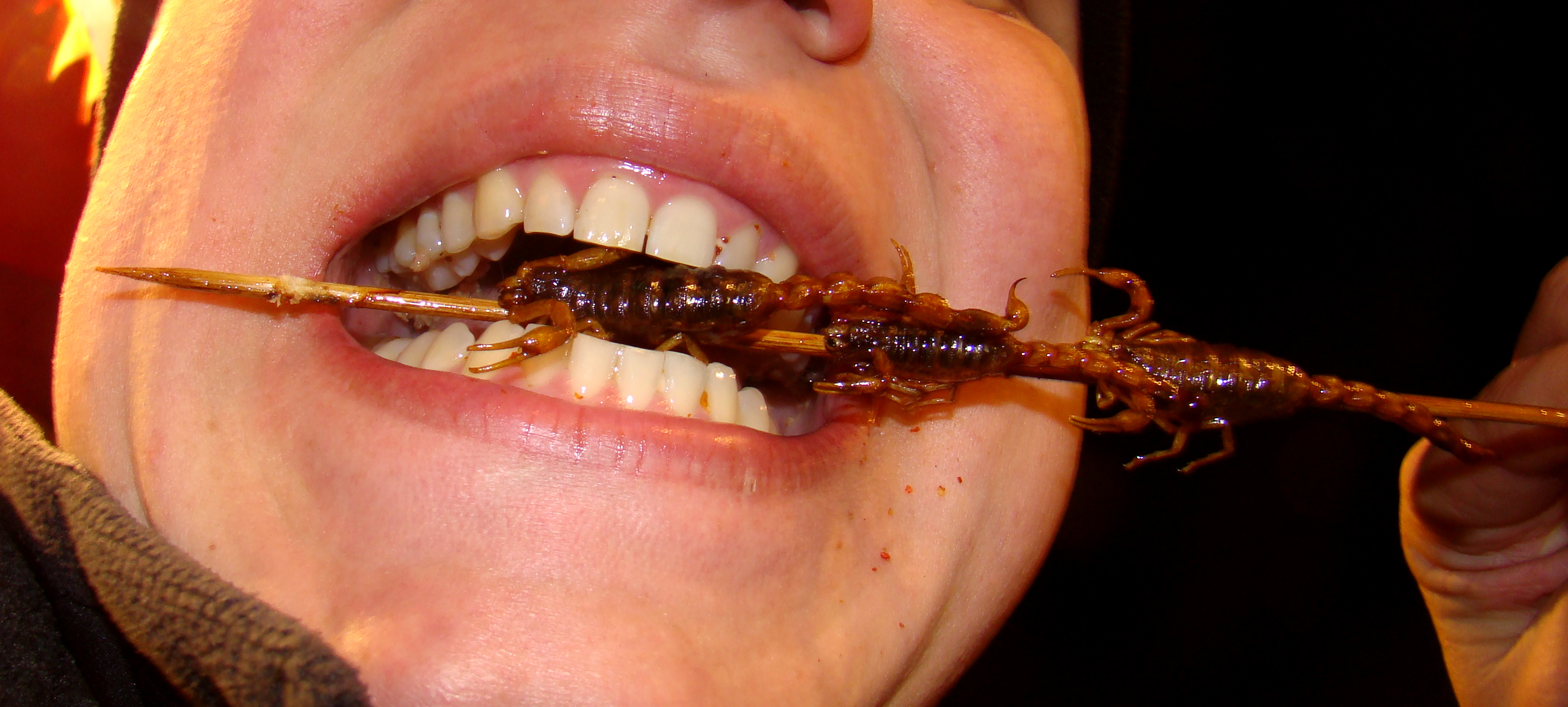
中國北京街頭的蠍子小吃。

中國料理中，有一道炸蠍子，也有全活的吃法；北京街頭也有用竹籤串起的蠍子作為小吃。
於西藏佛教中，有始創人蓮花生大士向九頭廿七眼的巨型鐵蠍求法的故事。
埃及神話中，塞爾凱特女神常被描繪成一隻蠍子或是一位頭頂蠍子的女性，被視為是法老的守護神，也作為保護人們免於毒害與蛇咬的女神。

## 延伸阅读
[在维基数据编辑]
 《欽定古今圖書集成·博物彙編·禽蟲典·蠍部》，出自陈梦雷《古今圖書集成》

## 外部連結
- 全蠍 中藥材圖像數據庫  (香港浸會大學中醫藥學院) （中文）（英文）
- 全蠍 （页面存档备份，存于） 中藥標本數據庫 (香港浸會大學中醫藥學院) （繁體中文）（英文）